# جبن لواش
جبن لواش هو نوع مميز من الجبن المنتج تقليديا في كركة داغ بالقرب من ديار بكر في تركيا. يغلب أن يُصنع يصنع من حليب الأغنام .[بحاجة لمصدر]